# Декейтер (Индиана)
Декейтер (англ. Decatur) — город и административный центр округа Адамс в штате Индиана в Соединённых Штатах Америки.
Согласно данным переписи населения США 2020 года число жителей города 
составляло 9913 человек, что, для такого небольшого населённого пункта, существенно больше (+ 5.4%), чем было во время предыдущей переписи проводившейся в 2010 году (9405 человек).

## История
Первые европейцы обосновались в этих местах в 1835 году после окончания войны Черного Ястреба и завершения строительства канала Эри. В основном они были из Новой Англии — поселенцы «янки», потомки английских пуритан, которые обосновались в Новом свете в колониальную эпоху. Они были в основном членами Конгрегационалистской церкви, хотя из-за Второго великого пробуждения, еще до приезда сюда, некоторые из них обратились в методизм, а некоторые стали баптистами. В то время на этих землях не было ничего, кроме густого девственного леса и дикой прерии.
Декейтер был основан Сэмюэлем Раггом в 1836 году и был назван в честь Стивена Декейтера, одного из капитанов первых шести фрегатов ВМС США.
Первое отделение Почтовой службы США было открыто в Декейтере в 1837 году. 
Статус города Декейтер официально получил в 1853 году.

## География
Согласно данным Бюро переписи населения США, общая площадь Декейтера составляет 5,786 квадратных мили (14,99 км2), из которых 5,78 квадратных мили (14,97 км2 или 99,9%) составляет суша, а 0,006 квадратных мили (0,02 км2 или 0,1%) приходится на водную поверхность.